# Fungicide Resistance Action Committee
Das FRAC (Fungicide Resistance Action Committee) ist ein Verbund verschiedener Unternehmen um Maßnahmen gegen Fungizidresistenzen zu verstärken.

## Ziele
- Resistenzprobleme erkennen und voraussagen
- Informationen zu Resistenzen bündeln und verbreiten
- Richtlinien zur Resistenzvermeidung aufstellen
- Regeln für Fungizid-Resistenzstudien aufstellen
- Die Zusammenarbeit mit Universitäten, Behörden, PSM-Beratern, Verkäufern und Bauern erhöhen

## Mitglieder
Die Firmen Adama, Bayer CropScience, Cheminova, Dow, DuPont, FMC, Isagro, K-I Chemical (Kumiai-Ihara) und Syngenta sind Mitglieder von FRAC International.

## FRAC-Code
Die Fungizide sind nach ihrer Wirkungsweise in die folgenden Gruppen eingeteilt:
- A: Nukleinsäurensynthese
- B: Mitose
- C: Atmung
- D: Proteinsynthese
- E: Signalübertragung
- F: Fettsäurensynthese und Membranen
- G: Sterinsynthese
- H: Zellwand (Chitinsynthese)
- I: Melaninsynthese in der Zellwand
- P: Resistenzinduktion (host plant defence induction)
- M: Mehrfachwirkung
- U: Unbekannter Zielmechanismus

| Code                                                            | Angriffspunkt | Wirkstoffgruppe                  | Risiko der Selektion von resistenten Biotypen bei häufiger Anwendung von Präparaten mit demselben Wirkmechanismus | Beispielwirkstoffe | Beispielprodukte (/=nicht mehr zugelassen)            |
| --------------------------------------------------------------- | --- | -------------------------------- | --- | --- | ----------------------------------------------------- |
| A1 Phenylamide (PA)                                             | RNA-Polymerase I                                                                                                  | Acylalanine                      | hoch | Benalaxyl | Galben, Tairel, in Fantic F/M                         |
| A1 Phenylamide (PA)                                             | RNA-Polymerase I                                                                                                  | Acylalanine                      | hoch | Furalaxyl | Fonganil, Fungarid                                    |
| A1 Phenylamide (PA)                                             | RNA-Polymerase I                                                                                                  | Acylalanine                      | hoch | Metalaxyl (=Mefenoxam) | Ridomil (Metalaxyl-M)                                 |
| A1 Phenylamide (PA)                                             | RNA-Polymerase I                                                                                                  | Oxazolidinone                    | hoch | Oxadixyl | Sandofan                                              |
| A1 Phenylamide (PA)                                             | RNA-Polymerase I                                                                                                  | Butyrolactone                    | hoch | Ofurace | Ortho 20615                                           |
| A2 Hydroxy-(2-amino)-pyrimidine                                 | Adenosin-Desaminase                                                                                               | Hydroxy-(2-amino)-pyrimidine     | mittel | Bupirimat | Nimrod                                                |
| A2 Hydroxy-(2-amino)-pyrimidine                                 | Adenosin-Desaminase                                                                                               | Hydroxy-(2-amino)-pyrimidine     | mittel | Dimethirimol | Milcurb                                               |
| A2 Hydroxy-(2-amino)-pyrimidine                                 | Adenosin-Desaminase                                                                                               | Hydroxy-(2-amino)-pyrimidine     | mittel | Ethirimol | Milstem, Milgo                                        |
| A3 Heteroaromaten                                               | DNA/RNA-Synthese                                                                                                  | Isoxazole                        | keines | Hymexazol | Tachigaren                                            |
| A3 Heteroaromaten                                               | DNA/RNA-Synthese                                                                                                  | Isothiazolinone                  | keines | Octylisothiazolinon |                                                       |
| A4 Carbonsäuren                                                 | Topoisomerase II (Gyrasehemmer)                                                                                   | Carbonsäuren                     | unklar | Oxolinsäure |                                                       |
| B1 MBC-Fungizide: negativ kreuzresistent zu B2                  | β-Tubulin / Hemmung des Spindelapparates                                                                          | Benzimidazole                    | sehr hoch | Benomyl | Agrocit, Benlate, Benosan, Fundazol, Tersan           |
| B1 MBC-Fungizide: negativ kreuzresistent zu B2                  | β-Tubulin / Hemmung des Spindelapparates                                                                          | Benzimidazole                    | sehr hoch | Carbendazim | Aagrano, Harvesan, Bavistin, Derosal, Thicoper        |
| B1 MBC-Fungizide: negativ kreuzresistent zu B2                  | β-Tubulin / Hemmung des Spindelapparates                                                                          | Benzimidazole                    | sehr hoch | Fuberidazol | in vielen Beizen, Voronit                             |
| B1 MBC-Fungizide: negativ kreuzresistent zu B2                  | β-Tubulin / Hemmung des Spindelapparates                                                                          | Benzimidazole                    | sehr hoch | Thiabendazol | Arbotect, Mertect, Tecto                              |
| B1 MBC-Fungizide: negativ kreuzresistent zu B2                  | β-Tubulin / Hemmung des Spindelapparates                                                                          | Thiophanate                      | sehr hoch | Thiophanat-methyl und -ethyl | Cercobin, Don Q, Topsin                               |
| B1 MBC-Fungizide: negativ kreuzresistent zu B2                  | β-Tubulin / Hemmung des Spindelapparates                                                                          | Thiophanate                      | sehr hoch | Probenzimidazole | Anthelminthika ad us. vet.                            |
| B2 N-Phenylcarbamate: negativ kreuzresistent zu B1              | β-Tubulin / Hemmung des Spindelapparates                                                                          | N-Phenylcarbamate                | hoch | Diethofencarb | Sumico                                                |
| B3 Benzamide / Thiazolcarbonsäureamid                           | β-Tubulin / Hemmung des Spindelapparates                                                                          | Toluamide                        | gering bis mittel                                                                                                 | Zoxamid | in Electis (mit Mancozeb), Zoxium                     |
| B3 Benzamide / Thiazolcarbonsäureamid                           | β-Tubulin / Hemmung des Spindelapparates                                                                          | Ethylaminthiazolcarbonsäureamide | gering bis mittel                                                                                                 | Ethaboxam |                                                       |
| B4 Phenylharnstoffe                                             | Zellteilung | Phenylharnstoffe                 | keines | Pencycuron (Fusariumbeize) | Monceren                                              |
| B5 Benzamide                                                    | Spektrin-Delokalisation                                                                                           | Pyridinmethylbenzamide           | keines | Fluopicolid | in Infinito (mit Propamocarb)                         |
| B6 Cyanoacrylate                                                | Actin/Myosin/Fimbrin-Funktion                                                                                     | Aminocyanoacrylate               | mittel bis hoch                                                                                                   | Phenamacril |                                                       |
| C1 Komplex I-Hemmer                                             | Komplex I: NADH-Dehydrogenase                                                                                     | Pyridinamine                     | keines | Diflumetorim | Pyricut                                               |
| C1 Komplex I-Hemmer                                             | Komplex I: NADH-Dehydrogenase                                                                                     | Pyrazol-5-carbonsäureamide       | keines | Tolfenpyrad |                                                       |
| C2 SDHI / SDH-Hemmer                                            | Komplex II: Succinat-Dehydrogenase                                                                                | Benzanilide (Phenylbenzamide)    | mittel bis hoch                                                                                                   | Benodanil | Calirus                                               |
| C2 SDHI / SDH-Hemmer                                            | Komplex II: Succinat-Dehydrogenase                                                                                | Benzanilide (Phenylbenzamide)    | mittel bis hoch                                                                                                   | Flutolanil | Moncut                                                |
| C2 SDHI / SDH-Hemmer                                            | Komplex II: Succinat-Dehydrogenase                                                                                | Benzanilide (Phenylbenzamide)    | mittel bis hoch                                                                                                   | Mepronil | Basitac                                               |
| C2 SDHI / SDH-Hemmer                                            | Komplex II: Succinat-Dehydrogenase                                                                                | Phenyloxoethylthiophenamide      | mittel bis hoch                                                                                                   | Isofetamid |                                                       |
| C2 SDHI / SDH-Hemmer                                            | Komplex II: Succinat-Dehydrogenase                                                                                | Pyridinylethylbenzamide          | mittel bis hoch                                                                                                   | Fluopyram | Luna Privilege / Experience                           |
| C2 SDHI / SDH-Hemmer                                            | Komplex II: Succinat-Dehydrogenase                                                                                | Furancarbonsäureamide            | mittel bis hoch                                                                                                   | Fenfuram | Panoram                                               |
| C2 SDHI / SDH-Hemmer                                            | Komplex II: Succinat-Dehydrogenase                                                                                | Oxathiin-carbonsäureamide        | mittel bis hoch                                                                                                   | Carboxin | Arbosan (mit Imazalil), Kemikar, Vitavax              |
| C2 SDHI / SDH-Hemmer                                            | Komplex II: Succinat-Dehydrogenase                                                                                | Oxathiin-carbonsäureamide        | mittel bis hoch                                                                                                   | Oxycarboxin | Plantvax                                              |
| C2 SDHI / SDH-Hemmer                                            | Komplex II: Succinat-Dehydrogenase                                                                                | Thiazolcarbonsäureamide          | mittel bis hoch                                                                                                   | Thifluzamid | Greatam                                               |
| C2 SDHI / SDH-Hemmer                                            | Komplex II: Succinat-Dehydrogenase                                                                                | Pyrazol-4-carbonsäureamide       | mittel bis hoch                                                                                                   | Benzovindiflupyr |                                                       |
| C2 SDHI / SDH-Hemmer                                            | Komplex II: Succinat-Dehydrogenase                                                                                | Pyrazol-4-carbonsäureamide       | mittel bis hoch                                                                                                   | Bixafen | in Aviator/Input/Skyway Xpro (mit Prothioconazol)     |
| C2 SDHI / SDH-Hemmer                                            | Komplex II: Succinat-Dehydrogenase                                                                                | Pyrazol-4-carbonsäureamide       | mittel bis hoch                                                                                                   | Fluxapyroxad | Adexar (mit Epoxiconazol)                             |
| C2 SDHI / SDH-Hemmer                                            | Komplex II: Succinat-Dehydrogenase                                                                                | Pyrazol-4-carbonsäureamide       | mittel bis hoch                                                                                                   | Furametpyr | Limber                                                |
| C2 SDHI / SDH-Hemmer                                            | Komplex II: Succinat-Dehydrogenase                                                                                | Pyrazol-4-carbonsäureamide       | mittel bis hoch                                                                                                   | Isopyrazam | Seguris (mit Epoxiconazol)                            |
| C2 SDHI / SDH-Hemmer                                            | Komplex II: Succinat-Dehydrogenase                                                                                | Pyrazol-4-carbonsäureamide       | mittel bis hoch                                                                                                   | Penflufen | Emesto, EverGol                                       |
| C2 SDHI / SDH-Hemmer                                            | Komplex II: Succinat-Dehydrogenase                                                                                | Pyrazol-4-carbonsäureamide       | mittel bis hoch                                                                                                   | Penthiopyrad | Fontelis, Vertisan                                    |
| C2 SDHI / SDH-Hemmer                                            | Komplex II: Succinat-Dehydrogenase                                                                                | Pyrazol-4-carbonsäureamide       | mittel bis hoch                                                                                                   | Sedaxan | in Vibrance Gold                                      |
| C2 SDHI / SDH-Hemmer                                            | Komplex II: Succinat-Dehydrogenase                                                                                | Pyrazolcarbonsäureamide          | mittel bis hoch                                                                                                   | Pydiflumetofen | Adepidyn                                              |
| C2 SDHI / SDH-Hemmer                                            | Komplex II: Succinat-Dehydrogenase                                                                                | Pyridincarbonsäureamide          | mittel bis hoch                                                                                                   | Boscalid | Cantus, Champion, Signum (mit Pyraclostrobin)         |
| C3 QoI-Fungizide / Strobilurine                                 | Komplex III: Cytochrom-c-Reduktase an der Qo-Stelle                                                               | Methoxyacrylate                  | hoch | Azoxystrobin | Amistar, Ortiva                                       |
| C3 QoI-Fungizide / Strobilurine                                 | Komplex III: Cytochrom-c-Reduktase an der Qo-Stelle                                                               | Methoxyacrylate                  | hoch | Coumoxystrobin |                                                       |
| C3 QoI-Fungizide / Strobilurine                                 | Komplex III: Cytochrom-c-Reduktase an der Qo-Stelle                                                               | Methoxyacrylate                  | hoch | Enoxastrobin |                                                       |
| C3 QoI-Fungizide / Strobilurine                                 | Komplex III: Cytochrom-c-Reduktase an der Qo-Stelle                                                               | Methoxyacrylate                  | hoch | Flufenoxystrobin |                                                       |
| C3 QoI-Fungizide / Strobilurine                                 | Komplex III: Cytochrom-c-Reduktase an der Qo-Stelle                                                               | Methoxyacrylate                  | hoch | Picoxystrobin | Acanto                                                |
| C3 QoI-Fungizide / Strobilurine                                 | Komplex III: Cytochrom-c-Reduktase an der Qo-Stelle                                                               | Methoxycarbamate                 | hoch | Pyraclostrobin | Cabrio                                                |
| C3 QoI-Fungizide / Strobilurine                                 | Komplex III: Cytochrom-c-Reduktase an der Qo-Stelle                                                               | Methoxycarbamate                 | hoch | Pyrametostrobin |                                                       |
| C3 QoI-Fungizide / Strobilurine                                 | Komplex III: Cytochrom-c-Reduktase an der Qo-Stelle                                                               | Methoxycarbamate                 | hoch | Triclopyricarb (Tricyclopyricarb) |                                                       |
| C3 QoI-Fungizide / Strobilurine                                 | Komplex III: Cytochrom-c-Reduktase an der Qo-Stelle                                                               | Oximino-acetate                  | hoch | Kresoxim-methyl | Stroby, Discus                                        |
| C3 QoI-Fungizide / Strobilurine                                 | Komplex III: Cytochrom-c-Reduktase an der Qo-Stelle                                                               | Oximino-acetate                  | hoch | Trifloxystrobin | Twist/Gem/Swift, Flint                                |
| C3 QoI-Fungizide / Strobilurine                                 | Komplex III: Cytochrom-c-Reduktase an der Qo-Stelle                                                               | Oximino-acetamide                | hoch | Dimoxystrobin | als Beimischung in Cantus/Swing Gold                  |
| C3 QoI-Fungizide / Strobilurine                                 | Komplex III: Cytochrom-c-Reduktase an der Qo-Stelle                                                               | Oximino-acetamide                | hoch | Fenamistrobin |                                                       |
| C3 QoI-Fungizide / Strobilurine                                 | Komplex III: Cytochrom-c-Reduktase an der Qo-Stelle                                                               | Oximino-acetamide                | hoch | Metominostrobin |                                                       |
| C3 QoI-Fungizide / Strobilurine                                 | Komplex III: Cytochrom-c-Reduktase an der Qo-Stelle                                                               | Oximino-acetamide                | hoch | Orysastrobin |                                                       |
| C3 QoI-Fungizide / Strobilurine                                 | Komplex III: Cytochrom-c-Reduktase an der Qo-Stelle                                                               | Oxazolidin-dione                 | hoch | Famoxadon | in Charisma, Equation Pro und Tanos                   |
| C3 QoI-Fungizide / Strobilurine                                 | Komplex III: Cytochrom-c-Reduktase an der Qo-Stelle                                                               | Dihydro-dioxazine                | hoch | Fluoxastrobin | in EfA                                                |
| C3 QoI-Fungizide / Strobilurine                                 | Komplex III: Cytochrom-c-Reduktase an der Qo-Stelle                                                               | Imidazoline                      | hoch | Fenamidon | in Fenomenal (mit Fosetyl-aluminium), Sereno          |
| C3 QoI-Fungizide / Strobilurine                                 | Komplex III: Cytochrom-c-Reduktase an der Qo-Stelle                                                               | Benzylcarbamate                  | hoch | Pyribencarb | Fantasista                                            |
| C4 QiI-Fungizide                                                | Komplex III: Cytochrom-c-Reduktase an der Qi-Stelle                                                               | Cyano-Imidazole                  | unbekannt, mittel bis hoch angenommen                                                                             | Cyazofamid | Mildicut, Ranman                                      |
| C4 QiI-Fungizide                                                | Komplex III: Cytochrom-c-Reduktase an der Qi-Stelle                                                               | Sulfamoyl-Triazole               | unbekannt, mittel bis hoch angenommen                                                                             | Amisulbrom | Leimay                                                |
| C5 Entkoppler                                                   | Unterbrechung der oxidativen Phosphorylierung                                                                     | Dinitrophenyl-crotonate          | keines | Binapacryl | Acricid, Dapacryl                                     |
| C5 Entkoppler                                                   | Unterbrechung der oxidativen Phosphorylierung                                                                     | Dinitrophenyl-crotonate          | keines | Meptyldinocap | Karathane, Kindred                                    |
| C5 Entkoppler                                                   | Unterbrechung der oxidativen Phosphorylierung                                                                     | Dinitrophenyl-crotonate          | keines | Dinocap | Arcotan                                               |
| C5 Entkoppler                                                   | Unterbrechung der oxidativen Phosphorylierung                                                                     | Dinitrophenole                   | keines | Dinobuton | Dessin                                                |
| C5 Entkoppler                                                   | Unterbrechung der oxidativen Phosphorylierung                                                                     | 2,6-Dinitroaniline               | keines | Fluazinam (Fusariumbeize) | Shirlan                                               |
| C6 Organozinkverbindungen                                       | Hemmung der oxidativen Phosphorylierung                                                                           | Triphenylzinn-Verbindungen       | gering bis mittel                                                                                                 | Fentinacetat, Fentinhydroxid | Brestan                                               |
| C7 Thiophencarbonsäureamide                                     | ATP-Produktion in den Mitochondrien                                                                               | Thiophencarbonsäureamide         | gering | Silthiofam | Latitude                                              |
| C8 QoSI-Fungizide                                               | Komplex III: Cytochrom-c-Reduktase an der Qo-Stelle, Stigmatellin-Untereinheit; keine Kreuzresistenz zu Gruppe C3 | Triazolpyrimidylamine            | angenommen: mittel bis hoch                                                                                       | Ametoctradin | nur als Beimischung                                   |
| D1 AP-Fungizide                                                 | Methionin-Synthase                                                                                                | Anilino-Pyrimidine               | mittel | Cyprodinil | Chorus, Kayak, Radius, Switch (mit Fludioxonil), Unix |
| D1 AP-Fungizide                                                 | Methionin-Synthase                                                                                                | Anilino-Pyrimidine               | mittel | Mepanipyrim | Frupica                                               |
| D1 AP-Fungizide                                                 | Methionin-Synthase                                                                                                | Anilino-Pyrimidine               | mittel | Pyrimethanil | Scala                                                 |
| D2 Antibiotika                                                  | Proteinsynthese                                                                                                   |                                  | gering bis mittel                                                                                                 | Blasticidin S |                                                       |
| D3 Antibiotika                                                  | Proteinsynthese                                                                                                   | Hexopyranosyle                   | mittel | Kasugamycin |                                                       |
| D4 Antibiotika                                                  | Proteinsynthese                                                                                                   | Glucopyranosyle                  | hoch | Streptomycin |                                                       |
| D5 Antibiotika                                                  | Proteinsynthese                                                                                                   | Tetracycline                     | hoch | Oxytetracyclin |                                                       |
| E1 Chinoline (Azanapthaline)                                    | Signalübertragung (genauer Mechanismus unbekannt)                                                                 | Chinoline                        | mittel | Quinoxyfen | Arius, Fortress                                       |
| E1 Chinoline (Azanapthaline)                                    | Signalübertragung (genauer Mechanismus unbekannt)                                                                 | Chinoline                        | mittel | Proquinazid | Talendo, Talius                                       |
| E2 PP-Fungizide                                                 | MAP-Kinasen in der Signalkette: os-2, HOG-1                                                                       | Phenylpyrrole                    | gering bis mittel                                                                                                 | Fenpiclonil | Beret, Galbas                                         |
| E2 PP-Fungizide                                                 | MAP-Kinasen in der Signalkette: os-2, HOG-1                                                                       | Phenylpyrrole                    | gering bis mittel                                                                                                 | Fludioxonil (Standard-Fusariumbeize) | Celest, in Landor und Switch                          |
| E3 Dicarboximide                                                | MAP-Kinasen in der Signalkette: os-1, Daf-1                                                                       | Dicarboximide                    | mittel bis hoch                                                                                                   | Iprodion | in Paroli, Rovral                                     |
| E3 Dicarboximide                                                | MAP-Kinasen in der Signalkette: os-1, Daf-1                                                                       | Dicarboximide                    | mittel bis hoch                                                                                                   | Chlozolinat | Serinal                                               |
| E3 Dicarboximide                                                | MAP-Kinasen in der Signalkette: os-1, Daf-1                                                                       | Dicarboximide                    | mittel bis hoch                                                                                                   | Procymidon | Sumisclex, Sumilex                                    |
| E3 Dicarboximide                                                | MAP-Kinasen in der Signalkette: os-1, Daf-1                                                                       | Dicarboximide                    | mittel bis hoch                                                                                                   | Vinclozolin | Ronilan, Ornilan                                      |
| E3 Dicarboximide                                                | MAP-Kinasen in der Signalkette: os-1, Daf-1                                                                       | Dicarboximide                    | mittel bis hoch                                                                                                   | Dimethachlon |                                                       |
| F1                                                              | nicht mehr vergeben                                                                                               |                                  | | |                                                       |
| F2                                                              | Phospholipid-synthase, Methyltransferase                                                                          | Phosphorthiolate                 | gering bis mittel                                                                                                 | Ditalimfos | Leucon, Frutogard, Laptran, Plondrel                  |
| F2                                                              | Phospholipid-synthase, Methyltransferase                                                                          | Phosphorthiolate                 | gering bis mittel                                                                                                 | Edifenphos | Hinosan                                               |
| F2                                                              | Phospholipid-synthase, Methyltransferase                                                                          | Phosphorthiolate                 | gering bis mittel                                                                                                 | Iprobenfos | Kitazin                                               |
| F2                                                              | Phospholipid-synthase, Methyltransferase                                                                          | Phosphorthiolate                 | gering bis mittel                                                                                                 | Pyrazophos | Afugan, Curamil                                       |
| F2                                                              | Phospholipid-synthase, Methyltransferase                                                                          | Dithiolane                       | gering bis mittel                                                                                                 | Isoprothiolan | Fuji-one                                              |
| F3 AH-Fungizide und Heteroaromaten                              | Lipidperoxidation                                                                                                 | Aromaten                         | gering bis mittel                                                                                                 | Biphenyl |                                                       |
| F3 AH-Fungizide und Heteroaromaten                              | Lipidperoxidation                                                                                                 | Aromaten                         | gering bis mittel                                                                                                 | Chloroneb | Demosan                                               |
| F3 AH-Fungizide und Heteroaromaten                              | Lipidperoxidation                                                                                                 | Aromaten                         | gering bis mittel                                                                                                 | Dicloran (DCNA) | Botran, Allison, Resiran, Ditranil                    |
| F3 AH-Fungizide und Heteroaromaten                              | Lipidperoxidation                                                                                                 | Aromaten                         | gering bis mittel                                                                                                 | Quintozen (PCNB) | Botrilex, Tritisan, Folosan, Terrachlor               |
| F3 AH-Fungizide und Heteroaromaten                              | Lipidperoxidation                                                                                                 | Aromaten                         | gering bis mittel                                                                                                 | Tecnazen (TCNB) | Foloran, Fusarex                                      |
| F3 AH-Fungizide und Heteroaromaten                              | Lipidperoxidation                                                                                                 | Aromaten                         | gering bis mittel                                                                                                 | Tolclofos-methyl | Rizolex                                               |
| F3 AH-Fungizide und Heteroaromaten                              | Lipidperoxidation                                                                                                 | 1,2,4-Thiadiazole                | gering bis mittel                                                                                                 | Etridiazol | Terrazol                                              |
| F4 Carbamate                                                    | Zellmembranpermeabilität                                                                                          | Carbamate                        | gering bis mittel                                                                                                 | Iodocarb (IPBC) |                                                       |
| F4 Carbamate                                                    | Zellmembranpermeabilität                                                                                          | Carbamate                        | gering bis mittel                                                                                                 | Propamocarb | Previcur N, in Tattoo                                 |
| F4 Carbamate                                                    | Zellmembranpermeabilität                                                                                          | Carbamate                        | gering bis mittel                                                                                                 | Prothiocarb | Previcur                                              |
| F5                                                              | heute H5 |                                  | | |                                                       |
| F6 Mikroben                                                     | Zellmembranen | Bacillus                         | keines | Bacillus amyloliquefaciens QST 713 Bacillus amyloliquefaciens FZB 24 Bacillus amyloliquefaciens MBI 600 Bacillus amyloliquefaciens D747 | Serenade MAX (QST 713), Taegro (FZB24)                |
| F6 Mikroben                                                     | Zellmembranen | Bacillus                         | keines | Bacillus pumilus GB34 | Sonata (GB34)                                         |
| F7 Pflanzenextrakte                                             | Zellmembranen | Terpene                          | keines | Extrakt aus dem australischen Teebaum (Melaleuca alternifolia)                                                                          | Timorex Gold                                          |
| G1 DMI-Fungizide (SBI-Klasse I) / Conazole                      | C14-Demethylase in der Sterinsynthese (erg11/cyp51)                                                               | Piperazine                       | mittel | Triforin | Funginex                                              |
| G1 DMI-Fungizide (SBI-Klasse I) / Conazole                      | C14-Demethylase in der Sterinsynthese (erg11/cyp51)                                                               | Pyridine                         | mittel | Pyrifenox | Rondo, Dorado                                         |
| G1 DMI-Fungizide (SBI-Klasse I) / Conazole                      | C14-Demethylase in der Sterinsynthese (erg11/cyp51)                                                               | Pyridine                         | mittel | Pyrisoxazol | Junsiqi                                               |
| G1 DMI-Fungizide (SBI-Klasse I) / Conazole                      | C14-Demethylase in der Sterinsynthese (erg11/cyp51)                                                               | Pyrimidine                       | mittel | Fenarimol | Rubigan                                               |
| G1 DMI-Fungizide (SBI-Klasse I) / Conazole                      | C14-Demethylase in der Sterinsynthese (erg11/cyp51)                                                               | Pyrimidine                       | mittel | Nuarimol | Trimidal                                              |
| G1 DMI-Fungizide (SBI-Klasse I) / Conazole                      | C14-Demethylase in der Sterinsynthese (erg11/cyp51)                                                               | Imidazole                        | mittel | Imazalil (Enilconazol) | Fungazil                                              |
| G1 DMI-Fungizide (SBI-Klasse I) / Conazole                      | C14-Demethylase in der Sterinsynthese (erg11/cyp51)                                                               | Imidazole                        | mittel | Oxpoconazol | Alshine                                               |
| G1 DMI-Fungizide (SBI-Klasse I) / Conazole                      | C14-Demethylase in der Sterinsynthese (erg11/cyp51)                                                               | Imidazole                        | mittel | Pefurazoat | Healthied                                             |
| G1 DMI-Fungizide (SBI-Klasse I) / Conazole                      | C14-Demethylase in der Sterinsynthese (erg11/cyp51)                                                               | Imidazole                        | mittel | Prochloraz | Cirkon, Mirage, Sportak, in Ampera (mit Tebuconazol)  |
| G1 DMI-Fungizide (SBI-Klasse I) / Conazole                      | C14-Demethylase in der Sterinsynthese (erg11/cyp51)                                                               | Imidazole                        | mittel | Triflumizol | Condor, Duotop, Trifmine                              |
| G1 DMI-Fungizide (SBI-Klasse I) / Conazole                      | C14-Demethylase in der Sterinsynthese (erg11/cyp51)                                                               | Triazole                         | mittel | Azaconazol | Rodewood, Safetroy                                    |
| G1 DMI-Fungizide (SBI-Klasse I) / Conazole                      | C14-Demethylase in der Sterinsynthese (erg11/cyp51)                                                               | Triazole                         | mittel | Bitertanol | Baycor, Sibutol                                       |
| G1 DMI-Fungizide (SBI-Klasse I) / Conazole                      | C14-Demethylase in der Sterinsynthese (erg11/cyp51)                                                               | Triazole                         | mittel | Bromuconazol | Granit                                                |
| G1 DMI-Fungizide (SBI-Klasse I) / Conazole                      | C14-Demethylase in der Sterinsynthese (erg11/cyp51)                                                               | Triazole                         | mittel | Cyproconazol | Radius                                                |
| G1 DMI-Fungizide (SBI-Klasse I) / Conazole                      | C14-Demethylase in der Sterinsynthese (erg11/cyp51)                                                               | Triazole                         | mittel | Diclobutrazol | Vigil                                                 |
| G1 DMI-Fungizide (SBI-Klasse I) / Conazole                      | C14-Demethylase in der Sterinsynthese (erg11/cyp51)                                                               | Triazole                         | mittel | Difenoconazol | Score, in Spyrale (mit Fenpropidin)                   |
| G1 DMI-Fungizide (SBI-Klasse I) / Conazole                      | C14-Demethylase in der Sterinsynthese (erg11/cyp51)                                                               | Triazole                         | mittel | Diniconazol | Spotless                                              |
| G1 DMI-Fungizide (SBI-Klasse I) / Conazole                      | C14-Demethylase in der Sterinsynthese (erg11/cyp51)                                                               | Triazole                         | mittel | Epoxiconazol | Opus                                                  |
| G1 DMI-Fungizide (SBI-Klasse I) / Conazole                      | C14-Demethylase in der Sterinsynthese (erg11/cyp51)                                                               | Triazole                         | mittel | Etaconazol | Sonax, Vangard                                        |
| G1 DMI-Fungizide (SBI-Klasse I) / Conazole                      | C14-Demethylase in der Sterinsynthese (erg11/cyp51)                                                               | Triazole                         | mittel | Fenbuconazol | Indar                                                 |
| G1 DMI-Fungizide (SBI-Klasse I) / Conazole                      | C14-Demethylase in der Sterinsynthese (erg11/cyp51)                                                               | Triazole                         | mittel | Fluconazol (Antimykotikum) | Diflucan                                              |
| G1 DMI-Fungizide (SBI-Klasse I) / Conazole                      | C14-Demethylase in der Sterinsynthese (erg11/cyp51)                                                               | Triazole                         | mittel | Fluotrimazol | Persulon                                              |
| G1 DMI-Fungizide (SBI-Klasse I) / Conazole                      | C14-Demethylase in der Sterinsynthese (erg11/cyp51)                                                               | Triazole                         | mittel | Fluquinconazol | Flamenco                                              |
| G1 DMI-Fungizide (SBI-Klasse I) / Conazole                      | C14-Demethylase in der Sterinsynthese (erg11/cyp51)                                                               | Triazole                         | mittel | Flusilazol | Capitan, Nustar                                       |
| G1 DMI-Fungizide (SBI-Klasse I) / Conazole                      | C14-Demethylase in der Sterinsynthese (erg11/cyp51)                                                               | Triazole                         | mittel | Flutriafol | Impact                                                |
| G1 DMI-Fungizide (SBI-Klasse I) / Conazole                      | C14-Demethylase in der Sterinsynthese (erg11/cyp51)                                                               | Triazole                         | mittel | Hexaconazol | Anvil                                                 |
| G1 DMI-Fungizide (SBI-Klasse I) / Conazole                      | C14-Demethylase in der Sterinsynthese (erg11/cyp51)                                                               | Triazole                         | mittel | Imibenconazol | Manage                                                |
| G1 DMI-Fungizide (SBI-Klasse I) / Conazole                      | C14-Demethylase in der Sterinsynthese (erg11/cyp51)                                                               | Triazole                         | mittel | Ipconazol | Techlead                                              |
| G1 DMI-Fungizide (SBI-Klasse I) / Conazole                      | C14-Demethylase in der Sterinsynthese (erg11/cyp51)                                                               | Triazole                         | mittel | Itraconazol (Antimykotikum) | Sporanox                                              |
| G1 DMI-Fungizide (SBI-Klasse I) / Conazole                      | C14-Demethylase in der Sterinsynthese (erg11/cyp51)                                                               | Triazole                         | mittel | Metconazol | Caramba                                               |
| G1 DMI-Fungizide (SBI-Klasse I) / Conazole                      | C14-Demethylase in der Sterinsynthese (erg11/cyp51)                                                               | Triazole                         | mittel | Myclobutanil | Systhane                                              |
| G1 DMI-Fungizide (SBI-Klasse I) / Conazole                      | C14-Demethylase in der Sterinsynthese (erg11/cyp51)                                                               | Triazole                         | mittel | Penconazol | Topas                                                 |
| G1 DMI-Fungizide (SBI-Klasse I) / Conazole                      | C14-Demethylase in der Sterinsynthese (erg11/cyp51)                                                               | Triazole                         | mittel | Propiconazol | Desmel, Tilt                                          |
| G1 DMI-Fungizide (SBI-Klasse I) / Conazole                      | C14-Demethylase in der Sterinsynthese (erg11/cyp51)                                                               | Triazole                         | mittel | Simeconazol | Mongarit, Sanlit                                      |
| G1 DMI-Fungizide (SBI-Klasse I) / Conazole                      | C14-Demethylase in der Sterinsynthese (erg11/cyp51)                                                               | Triazole                         | mittel | Tebuconazol | Folicur, viele Beizen                                 |
| G1 DMI-Fungizide (SBI-Klasse I) / Conazole                      | C14-Demethylase in der Sterinsynthese (erg11/cyp51)                                                               | Triazole                         | mittel | Tetraconazol | Emerald, Eminent                                      |
| G1 DMI-Fungizide (SBI-Klasse I) / Conazole                      | C14-Demethylase in der Sterinsynthese (erg11/cyp51)                                                               | Triazole                         | mittel | Triadimefon | Bayleton                                              |
| G1 DMI-Fungizide (SBI-Klasse I) / Conazole                      | C14-Demethylase in der Sterinsynthese (erg11/cyp51)                                                               | Triazole                         | mittel | Triadimenol | Bayfidan, Baytan                                      |
| G1 DMI-Fungizide (SBI-Klasse I) / Conazole                      | C14-Demethylase in der Sterinsynthese (erg11/cyp51)                                                               | Triazole                         | mittel | Triticonazol | Real                                                  |
| G1 DMI-Fungizide (SBI-Klasse I) / Conazole                      | C14-Demethylase in der Sterinsynthese (erg11/cyp51)                                                               | Triazolinthione                  | mittel | Prothioconazol | Prolin                                                |
| G2 Amine (SBI-Klasse II)                                        | Sterol-Δ14-Reduktase und Sterol-Δ8/7-Isomerase (erg24, erg2)                                                      | Morpholine                       | gering bis mittel                                                                                                 | |                                                       |
| G2 Amine (SBI-Klasse II)                                        | Sterol-Δ14-Reduktase und Sterol-Δ8/7-Isomerase (erg24, erg2)                                                      | Morpholine                       | gering bis mittel                                                                                                 | Aldimorph |                                                       |
| G2 Amine (SBI-Klasse II)                                        | Sterol-Δ14-Reduktase und Sterol-Δ8/7-Isomerase (erg24, erg2)                                                      | Morpholine                       | gering bis mittel                                                                                                 | Dodemorph | Meltatox, Milban                                      |
| G2 Amine (SBI-Klasse II)                                        | Sterol-Δ14-Reduktase und Sterol-Δ8/7-Isomerase (erg24, erg2)                                                      | Morpholine                       | gering bis mittel                                                                                                 | Fenpropimorph | in Brio, Diamant, Juwel und Opus Top, rein in Corbel  |
| G2 Amine (SBI-Klasse II)                                        | Sterol-Δ14-Reduktase und Sterol-Δ8/7-Isomerase (erg24, erg2)                                                      | Morpholine                       | gering bis mittel                                                                                                 | Tridemorph | Calixin                                               |
| G2 Amine (SBI-Klasse II)                                        | Sterol-Δ14-Reduktase und Sterol-Δ8/7-Isomerase (erg24, erg2)                                                      | Piperidine                       | gering bis mittel                                                                                                 | Fenpropidin | in Agent, Gladio und Spyrale                          |
| G2 Amine (SBI-Klasse II)                                        | Sterol-Δ14-Reduktase und Sterol-Δ8/7-Isomerase (erg24, erg2)                                                      | Piperidine                       | gering bis mittel                                                                                                 | Piperalin |                                                       |
| G2 Amine (SBI-Klasse II)                                        | Sterol-Δ14-Reduktase und Sterol-Δ8/7-Isomerase (erg24, erg2)                                                      | Spiroketalamine                  | gering bis mittel                                                                                                 | Spiroxamin | Impulse, Input, Prosper                               |
| G3 SBI-Klasse III                                               | 3-Keto-Reduktase / Demethylierung am C4 (erg27)                                                                   | Hydroxanilide                    | gering bis mittel                                                                                                 | Fenhexamid | Teldor                                                |
| G3 SBI-Klasse III                                               | 3-Keto-Reduktase / Demethylierung am C4 (erg27)                                                                   | Aminopyrazolinone                | gering bis mittel                                                                                                 | Fenpyrazamin | Prolectus                                             |
| G4 SBI-Klasse IV                                                | Squalenepoxidase (erg1)                                                                                           | Thiocarbamate                    | keines | Pyributicarb |                                                       |
| G4 SBI-Klasse IV                                                | Squalenepoxidase (erg1)                                                                                           | Allylamine                       | keines | Naftifin, Terbinafin | nur für medizinische Zwecke                           |
| H4 Polyoxine                                                    | Chitin-Synthase                                                                                                   | Nukleoside                       | mittel | Polyoxine |                                                       |
| H5 CAA-Fungizide (Carboxylsäureamide)                           | Cellulose-Synthase                                                                                                | Zimtsäure-amide                  | gering bis mittel                                                                                                 | Dimethomorph | in Zampro (mit Ametoctradin), Forum, DMM              |
| H5 CAA-Fungizide (Carboxylsäureamide)                           | Cellulose-Synthase                                                                                                | Zimtsäure-amide                  | gering bis mittel                                                                                                 | Flumorph |                                                       |
| H5 CAA-Fungizide (Carboxylsäureamide)                           | Cellulose-Synthase                                                                                                | Zimtsäure-amide                  | gering bis mittel                                                                                                 | Pyrimorph |                                                       |
| H5 CAA-Fungizide (Carboxylsäureamide)                           | Cellulose-Synthase                                                                                                | Valinamide, Carbamate            | gering bis mittel                                                                                                 | Benthiavalicarb | Valbon                                                |
| H5 CAA-Fungizide (Carboxylsäureamide)                           | Cellulose-Synthase                                                                                                | Valinamide, Carbamate            | gering bis mittel                                                                                                 | Iprovalicarb | in Melody Combi (mit Folpet)                          |
| H5 CAA-Fungizide (Carboxylsäureamide)                           | Cellulose-Synthase                                                                                                | Valinamide, Carbamate            | gering bis mittel                                                                                                 | Valifenalat | Valis                                                 |
| H5 CAA-Fungizide (Carboxylsäureamide)                           | Cellulose-Synthase                                                                                                | Mandelsäure-amide                | gering bis mittel                                                                                                 | Mandipropamid | Revus, Pergado                                        |
| I1 MBI-R (Melanin-Biosynthese-Inhibitoren – Reduktase)          | Reduktase in der Melanin-Biosynthese                                                                              | Isobenzofuranone                 | keines | Phthalid |                                                       |
| I1 MBI-R (Melanin-Biosynthese-Inhibitoren – Reduktase)          | Reduktase in der Melanin-Biosynthese                                                                              | Pyrrolochinoline                 | keines | Pyrochilon |                                                       |
| I1 MBI-R (Melanin-Biosynthese-Inhibitoren – Reduktase)          | Reduktase in der Melanin-Biosynthese                                                                              | Triazolobenzothiazole            | keines | Tricyclazol |                                                       |
| I2 MBI-D (Melanin-Biosynthese-Inhibitoren – Dehydratase)        | Dehydratase in der Melanin-Biosynthese                                                                            | Cyclopropancarbonsäureamide      | mittel | Carpropamid | Arcado, Zabara, Solaza                                |
| I2 MBI-D (Melanin-Biosynthese-Inhibitoren – Dehydratase)        | Dehydratase in der Melanin-Biosynthese                                                                            | Carbonsäureamide                 | mittel | Diclocymet | Delaus                                                |
| I2 MBI-D (Melanin-Biosynthese-Inhibitoren – Dehydratase)        | Dehydratase in der Melanin-Biosynthese                                                                            | Propionamide                     | mittel | Fenoxanil |                                                       |
| I3 MBI-P (Melanin-Biosynthese-Inhibitoren – Polyketid-Synthase) | Polyketid-Synthase in der Melanin-Biosynthese                                                                     | Trifluorethyl-carbamate          | keines | Tolprocarb |                                                       |
| P1 Benzothiadiazole (BTH)                                       | Salicylsäure-Synthese                                                                                             | Benzothiadiazole                 | keines | Acibenzolar, Acibenzolar-S-methyl | Bion                                                  |
| P2 Benzisothiazolinone                                          | | Benzisothiazolinone              | keines | Probenazol | Oryzemate                                             |
| P3 Thiadiazolcarbonsäureamide                                   | | Thiadiazolcarbonsäureamide       | keines | Isotianil | Stout, Routine                                        |
| P3 Thiadiazolcarbonsäureamide                                   | Tiadinil | Thiadiazolcarbonsäureamide       | keines | V-get |                                                       |
| P4 Polysaccharide                                               | | Polysaccharide                   | keines | Laminarin |                                                       |
| P5 Pflanzenextrakt                                              | | komplexes Gemisch                | keines | Extrakt von Reynoutria sachalinensis |                                                       |
| Unbekannt                                                       | | Cyanohydroxyiminoacetamide       | gering bis mittel                                                                                                 | Cymoxanil | Curzate, in vielen Präparaten beigemischt             |
| Unbekannt                                                       | | Phosphonate                      | gering | Fosetyl-Al | Aliette                                               |
| Unbekannt                                                       | Phosphorsäure und -salze                                                                                          | Phosphonate                      | gering | |                                                       |
| Unbekannt                                                       | | Benzotriazine                    | keines | Triazoxid | in EfA                                                |
| Unbekannt                                                       | | Benzolsulfamide                  | | Flusulfamid | Nebijin                                               |
| U6                                                              | | Amidoxime                        | bei Sphaerotheca                                                                                                  | Cyflufenamid | Vegas                                                 |
| U8                                                              | Aktin-Zerstörung (vorgeschlagen)                                                                                  | Benzophenone                     | mittel | Metrafenon | Flexity, Vivando                                      |
| U8                                                              | Aktin-Zerstörung (vorgeschlagen)                                                                                  | Benzolpyridine                   | mittel | Pyriofenon | Property                                              |
| U12                                                             | Zellmembranzerstörung (vorgeschlagen)                                                                             | Guanidinsalze                    | gering bis mittel, bei Venturia inaequalis                                                                        | Dodin | Syllit                                                |
| U13                                                             | | Cyano-Methylen-Thiazolidine      | | Flutianil |                                                       |
| U14 (vormals C5)                                                | | Pyrimidin-Hydrazone              | | Ferimzon |                                                       |
| U15                                                             | Oxystyrol-binding protein-Hemmung (vorgeschlagen)                                                                 | Piperidinylthiazolisoxazoline    | | Oxathiapiprolin |                                                       |
| U16                                                             | Cytochrom-c-Reduktase, unbekannter Ansatzpunkt                                                                    | 4-Chinolylacetate                | | Tebufloquin |                                                       |
| U17                                                             | | Tetrazoyloxime                   | | Picarbutrazox |                                                       |
| U18 (vormals H3)                                                | Trehalase | Glucopyranosyl-Antibiotika       | keines | Validamycine |                                                       |
| M1                                                              | Mehrfachwirkung                                                                                                   | anorganisch                      | als gering angenommen                                                                                             | Kupfersalze: Kupferoxychlorid, Kupfer(II)-hydroxid, Kupferoktanoat, Kupfersulfat, Kupfer(I)-oxid                                        | Funguran, Cuprozin, Cueva, Cuproxat                   |
| M2                                                              | Mehrfachwirkung                                                                                                   | anorganisch                      | als gering angenommen                                                                                             | Netzschwefel | Tiovit, Stulln etc.                                   |
| M3                                                              | Mehrfachwirkung                                                                                                   | Dithiocarbamate                  | als gering angenommen                                                                                             | Mancozeb | Dithane NeoTec, M 70                                  |
| M3                                                              | Mehrfachwirkung                                                                                                   | Dithiocarbamate                  | als gering angenommen                                                                                             | Maneb | Dithane M-22, Trimangol, Vondac                       |
| M3                                                              | Mehrfachwirkung                                                                                                   | Dithiocarbamate                  | als gering angenommen                                                                                             | Metiram | Polyram, in Cabrio Top (mit Pyraclostrobin)           |
| M3                                                              | Mehrfachwirkung                                                                                                   | Dithiocarbamate                  | als gering angenommen                                                                                             | Ferbam | Fermate                                               |
| M3                                                              | Mehrfachwirkung                                                                                                   | Dithiocarbamate                  | als gering angenommen                                                                                             | Propineb | Antracol                                              |
| M3                                                              | Mehrfachwirkung                                                                                                   | Dithiocarbamate                  | als gering angenommen                                                                                             | Thiram | Arasan, Fernasan, Flowsan, Thiram 80                  |
| M3                                                              | Mehrfachwirkung                                                                                                   | Dithiocarbamate                  | als gering angenommen                                                                                             | Zineb | Dithane Z-78, Parzate                                 |
| M3                                                              | Mehrfachwirkung                                                                                                   | Dithiocarbamate                  | als gering angenommen                                                                                             | Ziram | Fuklasin                                              |
| M4                                                              | Mehrfachwirkung                                                                                                   | Phthalimide                      | als gering angenommen                                                                                             | Captan | Malvin, Merpan                                        |
| M4                                                              | Mehrfachwirkung                                                                                                   | Phthalimide                      | als gering angenommen                                                                                             | Folpet | Folpan                                                |
| M4                                                              | Mehrfachwirkung                                                                                                   | Phthalimide                      | als gering angenommen                                                                                             | Captafol | Difolatan                                             |
| M5                                                              | Mehrfachwirkung                                                                                                   | Chlornitrile                     | als gering angenommen                                                                                             | Chlorthalonil (Fusariumbeize) | Bravo, Echo, Daconil, Repulse                         |
| M6                                                              | Mehrfachwirkung                                                                                                   | Sulfamide (Sulfuryldiamide)      | als gering angenommen                                                                                             | Dichlofluanid | Euparen                                               |
| M6                                                              | Mehrfachwirkung                                                                                                   | Sulfamide (Sulfuryldiamide)      | als gering angenommen                                                                                             | Tolylfluanid | Preventol A 5 (Holzschutzmittel), Baymat, Euparen M   |
| M7                                                              | Mehrfachwirkung                                                                                                   | Bisguanidine                     | als gering angenommen                                                                                             | Guazatin, Iminoctadin (Fusariumbeizen)                                                                                                  | Panoctin 70, Zardex W                                 |
| M8                                                              | Mehrfachwirkung                                                                                                   | Triazine                         | als gering angenommen                                                                                             | Anilazin | Direz, Dyrene                                         |
| M9                                                              | Mehrfachwirkung                                                                                                   | Anthrachinone                    | als gering angenommen                                                                                             | Dithianon | Aktuan, Delan                                         |
| M10                                                             | Mehrfachwirkung                                                                                                   | Chinoxaline                      | als gering angenommen                                                                                             | Chinomethionat | Forstan, Morestan                                     |
| M11                                                             | Mehrfachwirkung                                                                                                   | Maleimide                        | als gering angenommen                                                                                             | Fluorimid | Spat, Spartcide                                       |
| M12                                                             | Mehrfachwirkung                                                                                                   | Polypeptide (Lectin)             | als gering angenommen                                                                                             | Extrakt aus der Weißen Lupine („BLAD“)                                                                                                  |                                                       |